# Forêt nationale de Cherokee
La forêt nationale de Cherokee est une forêt fédérale protégée située dans le Tennessee, aux États-Unis.
Elle s'étend sur une surface de 2 600 km2 et a été créée le 19 juillet 1936, par le président américain Franklin Delano Roosevelt. Le lac Ocoee s'y trouve.

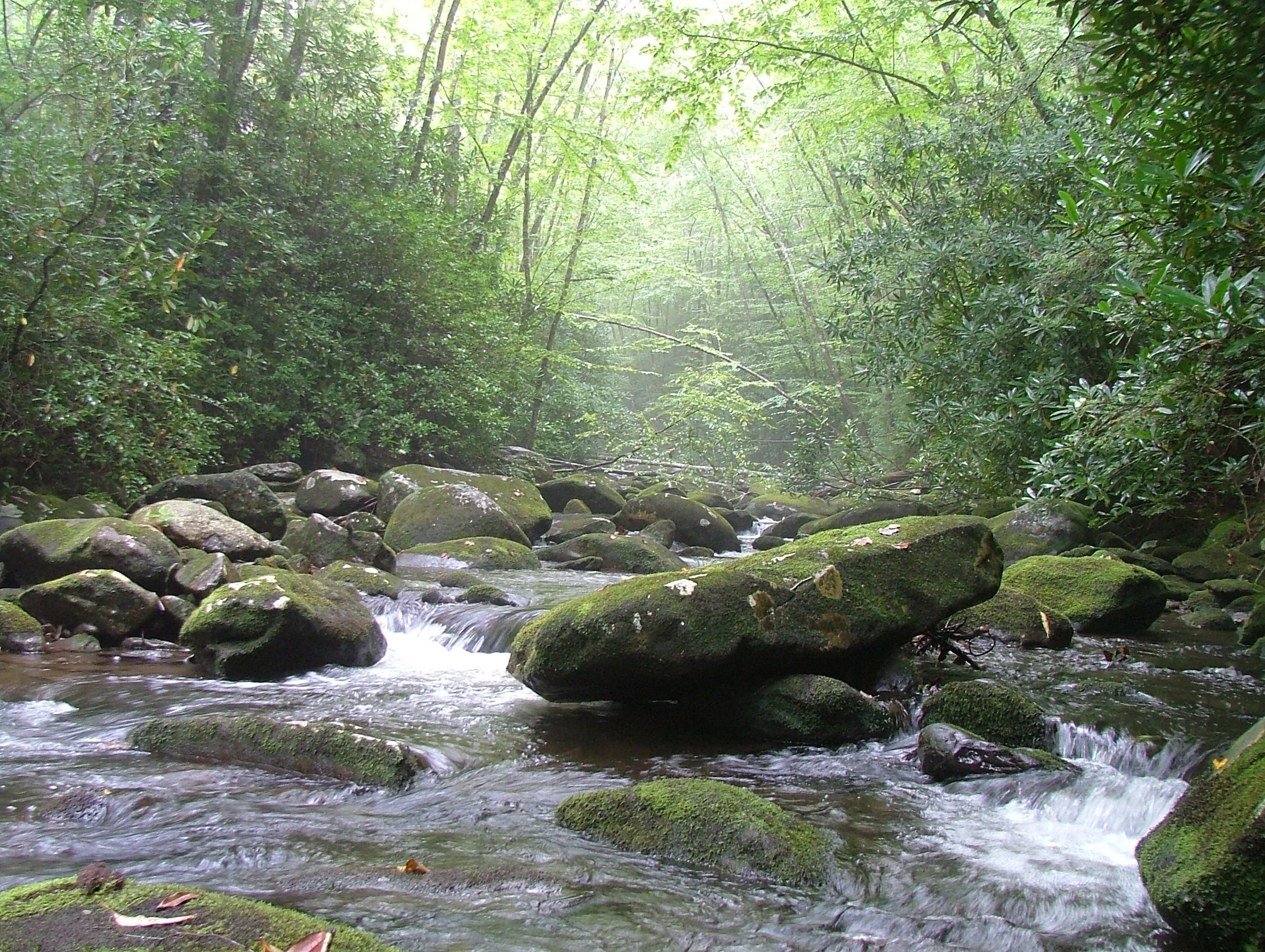
Forêt nationale de Cherokee